# وزن آب (فیلم)
وزن آب (به انگلیسی: The Weight of Water) فیلمی محصول سال ۲۰۰۰ و به کارگردانی کاترین بیگلو است. در این فیلم بازیگرانی همچون الیزابت هارلی، کاترین مک‌کورمک، شان پن، سارا پلی، جاش لوکاس، کیران هایندز، اولریش تامسن، آندرس برتلسن، کاترین کارتلیج، وینسا شا، آدام کیوری ایفای نقش کرده‌اند.